# جون هيل (لاعب كرة قدم)
جون هيل (بالإنجليزية: John Hill)‏ هو مدرب كرة قدم ولاعب كرة قدم بريطاني (وحمل سابقاً جنسية المملكة المتحدة لبريطانيا العظمى وأيرلندا) في مركز نصف الجناح، ولد في 1860 في المملكة المتحدة. شارك مع منتخب اسكتلندا لكرة القدم. أما مع النوادي، فقد لعب مع هارت أوف ميدلوثيان ونادي أردريونيانز ونادي كوينز بارك.

## وصلات خارجية
- جون هيل على موقع قاعدة بيانات كرة القدم.إي يو (الإنجليزية)
- جون هيل على موقع قاعدة بيانات كرة القدم.إي يو (الإنجليزية)
- جون هيل على موقع قاعدة بيانات كرة القدم.إي يو (الإنجليزية)